# Miami Heat 1997-1998
La stagione 1997-98 dei Miami Heat fu la 10ª nella NBA per la franchigia.
I Miami Heat vinsero la Atlantic Division della Eastern Conference con un record di 55-27. Nei play-off persero al primo turno con i New York Knicks (3-2).

## Risultati
| Squadra            | V  | P  | %    | GB |
| ------------------ | -- | -- | ---- | -- |
| Miami Heat         | 55 | 27 | 67,1 | -  |
| N.Y. Knicks        | 43 | 39 | 52,4 | 12 |
| N.J. Nets          | 43 | 39 | 52,4 | 12 |
| Wash. Wizards      | 42 | 40 | 51,2 | 13 |
| Orlando Magic      | 41 | 41 | 50,0 | 14 |
| Boston Celtics     | 36 | 46 | 43,9 | 19 |
| Philadelphia 76ers | 31 | 51 | 37,8 | 24 |

## Roster
| N° | Naz.                   | Ruolo | Sportivo         | Anno | Alt. | Peso \|\| |
| -- | ---------------------- | ----- | ---------------- | ---- | ---- | --------- |
| 2  | Stati Uniti (bandiera) | GA    | Keith Askins     | 1967 | 201  | 89        |
| 3  | Stati Uniti (bandiera) | G     | Charles C. Smith | 1975 | 193  | 88        |
| 5  | Stati Uniti (bandiera) | G     | Eric Murdock     | 1968 | 185  | 86        |
| 6  | Stati Uniti (bandiera) | A     | Terry Mills      | 1967 | 208  | 104       |
| 8  | Stati Uniti (bandiera) | C     | Isaac Austin     | 1969 | 208  | 116       |
| 9  | Stati Uniti (bandiera) | GA    | Dan Majerle      | 1965 | 198  | 98        |
| 10 | Stati Uniti (bandiera) | G     | Tim Hardaway     | 1966 | 183  | 79        |
| 11 | Stati Uniti (bandiera) | GA    | Todd Day         | 1970 | 198  | 85        |
| 17 | Stati Uniti (bandiera) | G     | Brent Barry      | 1971 | 198  | 84        |
| 21 | Stati Uniti (bandiera) | G     | Voshon Lenard    | 1973 | 193  | 93        |
| 22 | Stati Uniti (bandiera) | GA    | Antonio Lang     | 1972 | 203  | 93        |
| 23 | Stati Uniti (bandiera) | G     | Rex Walters      | 1970 | 193  | 86        |
| 24 | Stati Uniti (bandiera) | A     | Jamal Mashburn   | 1972 | 203  | 109       |
| 30 | Stati Uniti (bandiera) | A     | Mark Strickland  | 1970 | 206  | 95        |
| 31 | Stati Uniti (bandiera) | C     | Duane Causwell   | 1968 | 213  | 109       |
| 33 | Stati Uniti (bandiera) | C     | Alonzo Mourning  | 1970 | 208  | 109       |
| 40 | Stati Uniti (bandiera) | AC    | Marty Conlon     | 1968 | 208  | 102       |
| 42 | Stati Uniti (bandiera) | AC    | P.J. Brown       | 1969 | 211  | 102       |

## Staff tecnico
- Allenatore: Pat Riley
- Vice-allenatori: Jeff Bzdelik, Bob McAdoo, Stan Van Gundy, Erik Spoelstra
- Vice-allenatore/scout: Tony Fiorentino
- Preparatore atletico: Ron Culp